# Foghat
I Foghat sono un gruppo hard rock britannico, formato nel 1970 a Londra.
I Foghat erano specializzati in un semplice hard/blues rock, e realizzarono una serie di album di successo nella metà degli anni settanta. Sebbene il loro sound fosse rimasto immutato e sempre orientato su una forte impronta boogie rock, riuscirono a ritagliarsi un'ampia fetta di pubblico fino al 1978, con concerti in sold out in giro per gli States ed ottenendo diversi album d'oro e di platino. Sebbene le sonorità dei Foghat fossero americane di origine, tutti i componenti erano nativi britannici. Quando il punk e la disco presero il sopravvento durante la seconda metà del decennio, subirono un forte declino.

## Storia
Il cantante/chitarrista "Lonesome" Dave Peverett, il bassista Tony Stevens, ed il batterista Roger Earl erano in origine componenti dalla hard blues band britannica Savoy Brown, ed abbandonarono tutti questa formazione nei primi anni settanta. Con la loro dipartita, fondarono i Foghat con l'aggiunta del chitarrista Rod Price proveniente dai Black Cat Bones. I Foghat si spostarono negli Stati Uniti firmando un contratto con la Bearsville Records, nuova etichetta gestita da Albert Grossman. Il loro primo album, l'omonimo Foghat, venne realizzato nell'estate del 1972 ottenendo un grande successo con tutte le tracce; la reinterpretazione di Willie Dixon "I Just Want to Make Love to You" li portò nelle posizioni più alte delle classifiche singoli. Con il loro secondo album, la formazione mantenne la stessa formula, ed infatti mantennero anche lo stesso titolo del precedente; questo secondo omonimo venne spesso nominato anche con il titolo di Rock and Roll per distinguerlo dal precedente, poiché sulla copertina raffigurava una pietra (rock) e un panino (roll).
Questo fu il primo ad ottenere il disco d'oro, rendendoli come un popolare gruppo arena rock. I loro successivi sei album - Energized (1974), Rock and Roll Outlaws (1974), Fool for the City (1975), Night Shift (1976), Foghat Live (1977), Stone Blue (1978) - furono tutti dei best seller, e guadagnarono tutti il titolo di disco d'oro. Il celebre brano "Slow Ride", tratto dal disco Fool for the City, fu il loro singolo dal maggior successo, raggiungendo la 20ª posizione nelle classifiche. Foghat Live fu invece l'album dalle maggiori vendite, con oltre due milioni di copie. Dopo il 1975, la formazione subì una serie di cambi di bassista; Price abbandonò il gruppo nel 1981 e fu sostituito da Erik Cartwright.
Nei primi anni ottanta, la fortuna commerciale dei Foghat declinò rapidamente, ed il loro album Zig-Zag Walk (1983), riuscì a mala pena a farsi strada nelle classifiche. Il gruppo annunciò lo scioglimento poco dopo, con il ritiro di Peverett. I membri restanti (Roger Earl, Erik Cartwright e Craig MacGregor) continuarono a suonare sotto il nome di the Kneetremblers, e dopo alcuni cambi di formazione decisero di riprendere il nome dei Foghat. Questa versione partecipò a diversi tour durante il decennio fino ai primi anni novanta. Lonesome Dave di risposta fondò una sua nuova versione dei Foghat nel 1990. Dopo aver chiarito le loro divergenze, i Foghat originali (Peverett, Price, Stevens ed Earl) si riformarono nel 1993 e suonarono per anni, realizzando l'album Return of the Boogie Men nel 1994 e Road Cases nel 1998. Questa volta la formazione originale di sciolse veramente a causa della morte di Peverett a causa del cancro, avvenuta il 7 febbraio del 2000. Dopo aver superato il lutto, la band si riformò con una nuova formazione con l'entrata del nuovo cantante Charlie Huhn, e dopo due anni di concerti, pubblicarono il nuovo album Family Joules nel 2002. Nel 2010 viene pubblicato il nuovo album Last Train Home.

## Diffusione
- La loro canzone di maggior successo è la celebre Slow Ride, che venne inserita anche nel gioco harmonix, Guitar Hero 3 Legends of Rock, e Grand Theft Auto San Andreas.
- Il celebre brano è anche nel film Svalvolati on the road, in una puntata de I Griffin, nel film La vita è un sogno e in un episodio delle serie televisive That '70s Show, Dexter e Supernatural.

## Formazione

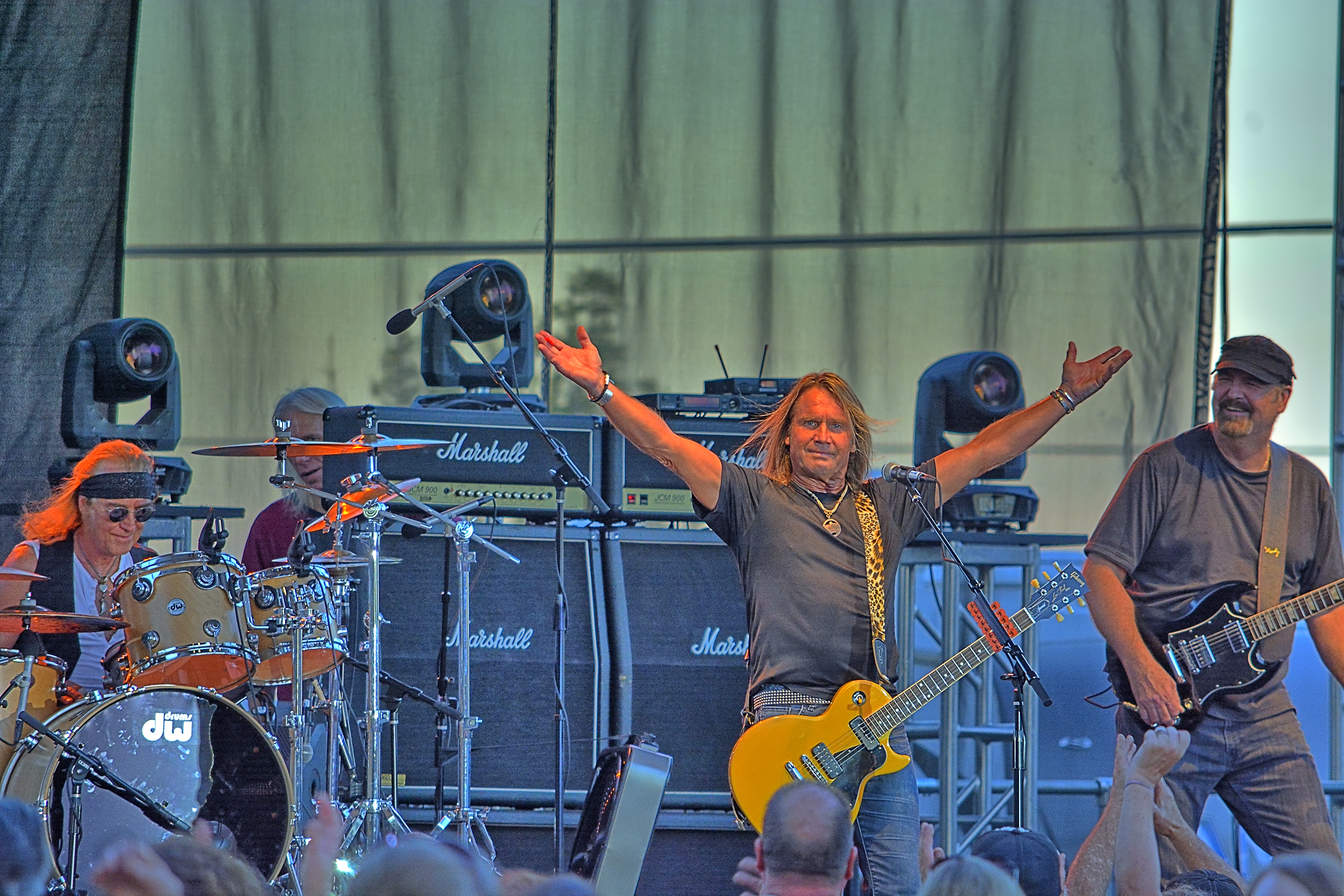

### Formazione attuale
- Charlie Huhn - voce, chitarra ritmica
- Bryan Bassett - chitarra solista
- Craig MacGregor - basso
- Roger Earl - batteria

### Membri precedenti
- Dave Peverett - voce, chitarra
- Rod Price - chitarra
- Tony Stevens - basso
- Craig MacGregor - basso
- Erik Cartwright - chitarra

## Discografia

### Album in studio
- 1972 - Foghat
- 1973 - Foghat (aka Rock and Roll)
- 1974 - Energized
- 1974 - Rock and Roll Outlaws
- 1975 - Fool for the City
- 1976 - Night Shift
- 1978 - Stone Blue
- 1979 - Boogie Motel
- 1980 - Tight Shoes
- 1981 - Girls to Chat & Boys to Bounce
- 1982 - In the Mood for Something Rude
- 1983 - Zig-Zag Walk
- 1994 - Return of the Boogie Men
- 2003 - Family Joules
- 2010 - Last Train Home
- 2016 - Under the Influence

### Live
- 1977 - Foghat Live
- 1998 - Road Cases
- 1999 - King Biscuit Flower Hour
- 2004 - Eight Days on the Road
- 2006 - Live II
- 2009 - Live at the Blues Warehouse
- 2017 - Live At The Belly Up

### Raccolte
- 1989 - The Best of Foghat
- 1992 - The Best of Foghat, Vol. 2
- 1997 - Slow Ride & Other Hits
- 1999 - Rock 'N' Roll/Energized
- 2000 - Stone Blue/Boogie Motel
- 2000 - Anthology
- 2000 - Tight Shoes/Girls to Chat & Boys to Bounce
- 2000 - In the Mood for Something Rude/Zig-Zag Walk
- 2001 - Hits You Remember: Live
- 2001 - Extended Versions
- 2002 - The Essentials
- 2006 - Covered by Foghat
- 2006 - Classic Foghat
- 2006 - The Definitive Rock Collection
- 2003 - Decades Live